# Dorothy Crowfoot Hodgkin
Dorothy Mary Crowfoot Hodgkin (født 12. maj 1910 i Kairo, død 29. juni 1994 i Shipston-on-Stour) var en britisk kemiker og nobelprismodtager. 
Crowfoot studerede kemi ved Somerville College i Oxford fra 1928 til 1932, og fik interesse for røntgenkrystallografi. Hun forskede senere i Cambridge sammen med John Desmond Bernal (den senere professor ved University of London), som blev hendes mentor og en livslang ven. I 1934 vendte hun tilbage til Oxford, hvor hun kortlagde krystalstrukturerne for insulin, penicillin og B12 vitamin. Det var for dette arbejde hun blev tildelt nobelprisen i kemi i 1964.
I 1976 modtog hun som den første, og i 2018 hidtil eneste, kvinde Copleymedaljen.